# ロールス・ロイス/MAN トゥルボ RB153
ロールス・ロイス/MAN トゥルボ RB153はロールス・ロイス・リミテッドとMAN テュルボによって共同開発されたドライ推力6,850重量ポンド (3,110 kgf)の高バイパスターボファンエンジンである。
ドイツが開発した推力偏向システムを備えたドイツ製のEWR VJ 101D迎撃機のために開発された。 エンジンは同様にホーカー P.1157を含む他の複数の軍用垂直離着陸機の計画に提案された。民間機仕様のエンジンは同様にメッサーシュミットMe P.160 旅客機用に検討された。
VJ101D 計画は中止され、エンジンが飛ぶことはなく、地上試験のみで引退した。

## 搭載機
- EWR VJ 101D 中止された。[1]

## 仕様
一般的特性
- 形式: ターボファン
- 全長: 89 インチ (2.261 m)
- 直径: 29.5 インチ (0.749 m)
- 乾燥重量: 1431 lb (649 Kg)

構成要素
- 圧縮機:

性能
- 推力: 6,850 lbf (3,110 kgf) (3,0470 N)
- 燃料流量: 121 lb/s (54.9 Kg/s)
- 出力重量比: